# Bistum Mbaïki
Das Bistum Mbaïki (lateinisch Dioecesis Mbaikiensis) ist eine römisch-katholische Diözese mit Sitz in Mbaïki in der Zentralafrikanischen Republik. Es umfasst die Präfektur Lobaye.

## Geschichte
Papst Johannes Paul II. gründete es mit der Apostolischen Konstitution Ad efficacius  am 10. Juni 1995 aus Gebietsabtretungen des Erzbistums Bangui und wurde auch ihm als Suffragandiözese unterstellt.

## Bischöfe von Mbaïki
- Guerrino Perin MCCJ, 1995–2021
- Jesús Ruiz Molina MCCJ, seit 2021